# Exit Through the Gift Shop
Exit Through the Gift Shop: A Banksy Film (em português: Saída pela Loja de Presentes) é um documentário britânico de 2010, dirigido pelo grafiteiro Banksy. O mesmo conta a história de Thierry Guetta, um francês que mora em Los Angeles, e sua obsessão pela arte de rua. Toda trajetória de Guetta é mostrada no filme, desde o encontro casual o primo, Invader, até sua contatação com uma série de artistas, como Shepard Fairey e Banksy, cujo anonimato é preservado.
O filme foi produzido por Jaimie D'Cruz e narrado por Rhys Ifans. Dentre a trilha sonora criada por Geoff Barrow, inclui-se a canção "Tonight The Streets Are Ours", de Richard Hawley. O filme estreou no Festival Sundance de Cinema em 24 de janeiro de 2010, além disso, foi indicado ao Oscar de Melhor Documentário. Desde o seu lançamento, tem havido um amplo debate se o documentário é genuíno ou um mocumentário, embora Banksy ter respondido "sim" quando perguntado se o filme é real.

## Sinopse
Thierry Guetta é um imigrante francês que mora em Los Angeles, Estados Unidos, e tem uma loja de roupas vintage. Em um feriado, ele descobre que Space Invader, um artista de rua internacionalmente conhecido, é seu primo. O mesmo acha isso fascinante, assim começa a acompanhar seu primo, além de amigos dele, como Monsieur André e Zevs, em suas aventuras noturnas, filmando todos os acontecimentos. Alguns meses depois, Invader visita Guetta e organiza uma reunião com Shepard Fairey. Enquanto Fairey está confuso com o entusiasmo, ele afirma que deseja fazer um documentário completo sobre a arte de rua, agora, após seu primo ir embora, os dois atravessam o país filmando outros artistas trabalhando, incluindo Poster Boy, Seizer, Neck Face, Sweet Toof, Cyclops, Ron English, Dotmasters, Swoon, Azil, Borf e Buff Monster. O que Guetta não disse é que ele não tem planos de compilar suas filmagens em um filme real e nunca olhou suas imagens.
Guetta então ouve falar em Banksy — um artista proeminente e particularmente reservado. Suas tentativas de contatar com o grafiteiro não tiveram sucesso, até que um dia ele visita Los Angeles. O mesmo é preso, então entra em contato com Fairey, que liga para Guetta. Assim, se torna guia de Banksy. Mais tarde, seguindo-o de volta à Inglaterra, conquista o privilégio de filmá-lo — um feito que confunde sua equipe. Banksy, no entanto, vê a oportunidade de documentar a arte de rua, que ele reconhece ter um "curto tempo de vida". Após ajudá-lo a gravar as reações a peça "Murdered Phone-box", pede para que o mesmo também filme os preparativos para a exposição "Barely Legal". Os dois se tornam amigos, pois seu anonimato é preservado. Voltando a Los Angeles, Guetta fica entediado e eventualmente produz adesivos e decalques, colocando-os na cidade.
A exposição está sendo preparada em Skid Row, Banksy então decide implantar uma boneca na Disneylândia. Ele visita o local e coloca a boneca enquanto Guetta o filma. Pouco tempo depois, o parque para e a segurança captura-o, que é levada para uma sala de interrogatório, enquanto o artista troca de roupa e se mistura com a multidão. Durante o interrogatório, ele se recusa a admitir qualquer irregularidade e, por meio de um telefonema, avisa secretamente Banksy sobre sua situação. Quando confrontado pelo segurança, ele excluiu a evidência de sua câmera fotográfica e esconde a fita em sua meia, para o espanto de Banksy, que então diz que confia nele implicitamente.
Alguns dias depois, "Barely Legal" é aberto e se torna um sucesso instantâneo. Os preços da arte de rua começam a disparar em casas de leilão. Banksy fica chocado com o súbito hype em torno das obras e insta a terminação do documentário. Guetta começa a editar as milhares de horas de filmagem e produz um filme intitulado Life Remote Control. O resultado são 90 minutos de cortes rápidos distorcidos sobre temas aleatórios. O grafiteiro questiona a sua habilidade como cineasta, considerando seu produto "inatacável", mas percebe que a arte em si é valiosa. Banksy decide tentar produzir um filme sozinho. Para garantir que Guetta permaneça ocupado, ele sugere que ele faça sua própria exposição.

“Eu acho que a piada é sobre... Eu não sei quem é a piada, na verdade. Eu nem sei se há uma piada.”

— O ex-porta-voz de Banksy, Steve Lazarides.
Guetta aceita a tarefa, adotando o nome "Mr. Brainwash". Seis meses depois hipoteca sua loja, com o objetivo de alugar equipamentos e pagar uma equipe para criar peças sob sua supervisão. Ele aluga um antigo estúdio da CBS para preparar sua primeira exposição, "Life Is Beautiful", e amplia sua produção para algo muito maior do que Banksy sugeriu, mas com pouco foco. Quando Guetta quebra o pé depois de cair de uma escada, o grafiteiro percebe que ele não irá obter êxito e envia alguns profissionais para ajudá-lo. Enquanto os produtores cuidam do show, Guetta gasta seu tempo em publicidade, pedindo apoio tanto de Fairey quanto de Banksy, eventualmente criando outdoors enormes com frases suas e por fim aparecendo na capa da LA Weekly. As preparações estão atrasadas e a equipe de produção insiste que ele deve tomar decisões — ainda que Guetta gaste seu tempo se exaltando e fazendo propagandas por dezenas de milhares de dólares.

Oito horas antes da inauguração, ainda faltam pinturas nas paredes e, como Guetta está ocupada dando entrevistas, o layout final do espetáculo é decidido pela própria equipe. Apesar de tudo isso, no entanto, o show se torna um sucesso de público, e após a primeira semana, Guetta ganha quase um milhão de dólares com a venda da arte. Suas peças são exibidas em galerias ao redor do mundo, causando confusão com Fairey e Banksy. O mesmo afirma que o tempo dirá se ele é um verdadeiro artista ou não.
| |  |  |
| Fairey (esquerda) é primo de Guetta no filme. Ron English (direita), dentre outros diversos grafiteiros, aparece no documentário. |  |  |

## Elenco
- Banksy: Um artista anônimo britânico. Seus estêncis satíricos e epigramas subversivos abordam causas sociais e políticas. O mesmo é mundialmente conhecido.
- Buff Monster: Um pintor norte-americano. Seu trabalho é caracterizado por personagens felizes e multicoloridas.[14]
- Mr. Brainwash ou Thierry Guetta: Proprietário de uma loja de roupas e cinegrafista francês. Se tornou grafiteiro por sugestão de Banksy.
- Roger Gastman: Autor de mais de dez livros, produtor de quatro filmes e curador americano.[15]
- Ron English: Artista contemporâneo americano, conhecido pelo uso de colagem de cores e histórias em quadrinhos.[16]
- Shepard Fairey: Um ativista e ilustrador americano, fundador da OBEY Clothing.[17]
- Space Invader: Artista anônimo francês. Seu trabalho tem como característica a pixelação dos jogos eletrônicos dos anos 1970-80.
- Steve Lazarides: Dono de uma galeria de arte britânica. Ele é apontado como uma das primeiras figuras a ajudar a popularizar a arte de rua.[18]
- Swoon ou Caledonia Curry: Uma artista estadunidense, notória pelas diversas exposições de sua arte.
- Zevs: Um artista de rua francês, mais conhecido por sua técnica de "derretimento".[19]

Outros e outras artistas também aparecem no documentário, dentre os quais estão Borf, Debora Guetta, Laurent Nahoum-Vatinet, Monsieur André e Wendy Asher.

## Produção
Banksy disse em entrevistas que editar o filme foi um processo árduo, observando que passou “um ano [...] assistindo a filmagens de vândalos suados caindo de escadas” e que “o filme foi feito por um time muito pequeno. Teria sido ainda menor se os editores não continuassem mesmo com problemas mentais. Eles passaram por mais de 10 mil horas de gravações e conseguiram literalmente segundos de imagens utilizáveis.” O produtor Jaimie D'Cruz escreveu em seu diário de produção que a obtenção das fitas originais de Thierry era particularmente complicada.
No decorrer do filme foram incluídas imagens de diversos outros que também abordam o tema arte de rua, entre os quais estão: Infamy, Megpoid, Next: A Primer on Urban Painting, Open Air, The Lyfe, Popaganda: The Art and Crimes of Ron English, Rash, Restless Debt of the Third World, Spending Time, Turf War, Elis G The Life of a Shadow, Memoria Canalla, C215 in London, Beautiful Losers e Dirty Hands: The Art and Crimes of David Choe.

### Trilha sonora
Com a organização de Geoff Barrow, a trilha sonora é composta por seis canções de diversos artistas distintos. O single "Tonight The Streets Are Ours", presente do álbum Lady's Bridge, de Richard Hawley, foi usada na abertura. A música original foi composta por Roni Size e o áudio supervisado por Jack Gillies.
| N.º            | Título                         | Cantor               | Duração |  |
| 1.             | "Tonight The Streets Are Ours" | Richard Hawley       | 3:42    |  |
| 2.             | "Kelly Watch The Stars"        | Air                  | 3:46    |  |
| 3.             | "Kronkite"                     | Phil The Agony       | 4:18    |  |
| 4.             | "Gadje Sirba"                  | A Hawk And A Hacksaw | 2:27    |  |
| 5.             | "Staying In"                   | Diskjokke            | 3:54    |  |
| 6.             | "Contaminated Waters Pt. 4"    | The Dissidents       | 1:49    |  |
| Duração total: | Duração total:                 | Duração total:       | 19:56   |  |

## Recepção

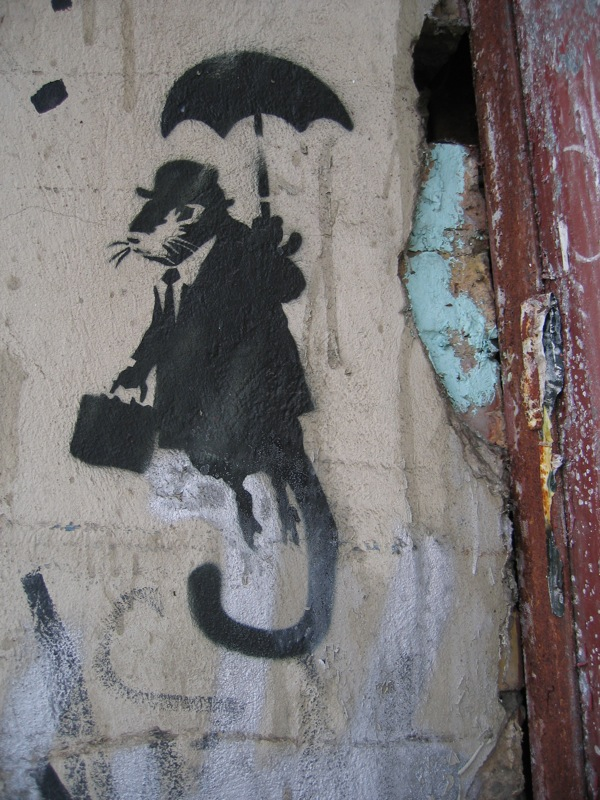
Gentleman Rat aparece no documentário. A aparição de Banksy é um dos motivos pelo qual o mesmo é considerado falso.

Os veteranos da indústria cinematográfica, John Sloss e Bart Walker, fundaram uma distribuidora para lançar o documentário nos Estados Unidos, a Producers Distribution Agency (PDA). Com uma campanha de base única, a PDA trouxe ao filme uma bilheteria de US$ 3,29 milhões. A Oscilloscope lançou o mesmo em DVD e blu-ray em 2011.
O filme recebeu críticas esmagadoramente positivas. No sítio avaliativo Rotten Tomatoes, o mesmo tem 96% de aprovação com base em 108 avaliações, além de uma classificação média de 8,1/10. O consenso crítico do sítio diz: “Uma visão divertida e cativante da arte subterrânea, Exit Through the Gift Shop entretém os mitos e o hype que cerca seus assuntos.” No Metacritic o filme tem uma pontuação média de 85/100, baseado em 27 críticos, considerando-o uma “aclamação universal”. Ele também foi indicado ao Oscar de Melhor Documentário, em 2011.
A New York Film Critics Online concedeu o prêmio de Melhor Documentário ao filme em 2010. A jornalista francesa Marjolaine Gout deu a ele 4 estrelas, ligando Mr. Brainwash a Jeff Koons e classificando a arte de Thierry Guetta como papel higiênico.

### Especulação de falsidade
Uma questão recorrente nas avaliações foi a autenticidade do filme: o mesmo foi apenas um truque elaborado da parte de Banksy ou Guetta realmente evoluiu para Mr. Brainwash? O crítico de cinema da The Boston Globe, Ty Burr, achou o documentário muito divertido e premiou-o com quatro estrelas. Ele descartou a possibilidade de o filme ser um "embuste", dizendo que “não estou acreditando; por um lado, essa história é boa demais, estranhamente rica, para ser inventada. Por outro, o desprezo gentilmente divertido do filme.” Roger Ebert deu 3,5 estrelas de 4, escrevendo: “A especulação generalizada de que Exit Through the Gift Shop é uma farsa só aumenta o seu fascínio.”
Em uma entrevista a SuicideGirls, os cineastas D'Cruz e Chris King negaram que era uma farsa e expressaram sua frustração com as especulações: “Por um tempo, todos pensamos que era muito engraçado, mas durou tanto tempo. Foi um pouco decepcionante quando se tornou basicamente aceito como fato, que era tudo apenas uma farsa boba... Eu senti que era uma pena que a coisa toda fosse descartada assim — porque nós sabíamos que era verdade.” A crítica do jornal The New York Times, Jeannette Catsoulis, escreveu que o filme poderia ser um novo subgênero, um "prankumentary". Em uma entrevista, Guetta disse que o “filme é 100% real. Banksy me capturou se tornando um artista. No final, eu me tornei sua maior obra de arte.”

### Direitos autorais
Guetta enfrentou questões de direitos autorais após o lançamento do filme. Glen Friedman, um fotógrafo americano, processou-o pelo uso de uma fotografia do grupo de hip hop Run-DMC. Guetta tentou alegar que ele a havia alterado muito para ser considerada uma obra original. No entanto, o juiz do caso, juiz Pregerson, concluiu que a fotografia era protegida pela lei de uso justo. Ele também enfrentou alegações de direitos autorais de Joachim Levy, um cineasta suíço que editou e produziu o filme Life Remote Controle, além por clipes que foram mostrados no filme. O mesmo não foi creditado pelo trabalho que fez no filme; no entanto, Guetta possuía as imagens que foram licenciadas para Banksy.

## Prêmios e indicações
| Ano  | Prêmio                 | Categoria                     | Recipiente               | Resultado | Ref                                       |
| ---- | ---------------------- | ----------------------------- | ------------------------ | --------- | ----------------------------------------- |
| 2011 | Oscar                  | Melhor documentário           | Banksy e D'Cruz          | Indicado  | [ 42 ] [ 43 ] [ 44 ] [ 45 ] [ 46 ] [ 47 ] |
| 2011 | BAFTA Film Awards      | Melhor estreia                | Banksy e D'Cruz          | Indicado  | [ 42 ] [ 43 ] [ 44 ] [ 45 ] [ 46 ] [ 47 ] |
| 2011 | BIFA Awards            | Melhor documentário           | —                        | Indicado  | [ 42 ] [ 43 ] [ 44 ] [ 45 ] [ 46 ] [ 47 ] |
| 2011 | WAFCA                  | Melhor documentário           | —                        | Venceu    | [ 42 ] [ 43 ] [ 44 ] [ 45 ] [ 46 ] [ 47 ] |
| 2011 | Critics' Choice Awards | Melhor documentário           | —                        | Indicado  | [ 42 ] [ 43 ] [ 44 ] [ 45 ] [ 46 ] [ 47 ] |
| 2011 | Spirit Awards          | Melhor documentário           | Banksy                   | Venceu    | [ 42 ] [ 43 ] [ 44 ] [ 45 ] [ 46 ] [ 47 ] |
| 2011 | OFCS Awards            | Melhor documentário           | —                        | Venceu    | [ 42 ] [ 43 ] [ 44 ] [ 45 ] [ 46 ] [ 47 ] |
| 2011 | CFCA Awards            | Melhor documentário           | —                        | Venceu    | [ 42 ] [ 43 ] [ 44 ] [ 45 ] [ 46 ] [ 47 ] |
| 2011 | CFCA Awards            | Cineasta mais promissor       | Banksy                   | Indicado  | [ 42 ] [ 43 ] [ 44 ] [ 45 ] [ 46 ] [ 47 ] |
| 2011 | SEFCA Awards           | Melhor documentário           | —                        | Indicado  | [ 42 ] [ 43 ] [ 44 ] [ 45 ] [ 46 ] [ 47 ] |
| 2011 | SDFCS Awards           | Melhor documentário           | —                        | Venceu    | [ 42 ] [ 43 ] [ 44 ] [ 45 ] [ 46 ] [ 47 ] |
| 2011 | NYFCO Awards           | Melhor documentário           | —                        | Venceu    | [ 42 ] [ 43 ] [ 44 ] [ 45 ] [ 46 ] [ 47 ] |
| 2011 | AFCA Awards            | Melhor documentário           | —                        | Venceu    | [ 42 ] [ 43 ] [ 44 ] [ 45 ] [ 46 ] [ 47 ] |
| 2011 | WAFCA Awards           | Melhor documentário           | —                        | Venceu    | [ 42 ] [ 43 ] [ 44 ] [ 45 ] [ 46 ] [ 47 ] |
| 2011 | KCFCC Award            | Melhor documentário           | —                        | Venceu    | [ 42 ] [ 43 ] [ 44 ] [ 45 ] [ 46 ] [ 47 ] |
| 2011 | UFCA Awards            | Melhor documentário           | —                        | Indicado  | [ 42 ] [ 43 ] [ 44 ] [ 45 ] [ 46 ] [ 47 ] |
| 2011 | OFCC Awards            | Melhor documentário           | —                        | Venceu    | [ 42 ] [ 43 ] [ 44 ] [ 45 ] [ 46 ] [ 47 ] |
| 2011 | IFJA Awards            | Melhor documentário           | —                        | Venceu    | [ 42 ] [ 43 ] [ 44 ] [ 45 ] [ 46 ] [ 47 ] |
| 2011 | ACE Awards             | Melhor edição de documentário | Chris King e Tom Fulford | Venceu    | [ 42 ] [ 43 ] [ 44 ] [ 45 ] [ 46 ] [ 47 ] |